# Les premières années
Les premières années — франкоязычный сборник канадской певицы Селин Дион, выпущенный во Франции лейблом Versailles 10 января 1994 года. В него вошли восемнадцать редких песен, записанных в период с 1982 по 1988 год, в том числе «Ne partez pas sans moi», с которой Дион одержала победу на конкурсе песни Евровидение 1988. Во Франции Les premières années получил золотой статус. Альбом также был выпущен в Бельгии, заняв двенадцатую строчку в чарте Ultratop Валлонии.

## Содержание
После успеха «Un garçon pas comme les autres (Ziggy)», который занял второе место во французском чарте синглов в 1993 году, 10 января 1994 года лейбл Versailles выпустил Les premières années, сборник ранних и редких записей Дион 80-х годов. Помимо синглов, в него также вошли альбомные треки и би-сайды синглов («En amour», «Comment t'aimer»).

## Коммерческий успех
AllMusic дал альбому две с половиной звезды из пяти. Благодаря успеху D’eux, альбом Les premières années в конечном итоге был продан тиражом 180 000 копий во Франции и получил золотой статус в ноябре 1995 года. После выпуска в Бельгии он вошёл в чарт альбомов Валлонии в июне 1995 года и достиг двенадцатой строчки в ноябре.

## Список композиций
| №                   | Название                          | Автор(ы)                              | Продюсер(ы)               | Длительность |
| ------------------- | --------------------------------- | ------------------------------------- | ------------------------- | ------------ |
| 1.                  | «D’amour ou d'amitié»             | Эдди Марне Жан-Пьер Ланж Ролан Венсан | Марне Руди Паскаль        | 4:00         |
| 2.                  | «Visa pour les beaux jours»       | Марне Кристиан Луажеро Тьерри Жофруа  | Марне Паскаль             | 3:25         |
| 3.                  | «En amour»                        | Марне Луажеро Жофруа                  | Марне                     | 3:20         |
| 4.                  | «Les oiseaux du bonheur»          | Марне Андре Попп                      | Марне Паскаль             | 3:39         |
| 5.                  | «Tellement j’ai d’amour pour toi» | Марне Юбер Жиро                       | Марне Паскаль             | 2:57         |
| 6.                  | «La religieuse»                   | Дидье Барбеливьен                     | Барбеливьен               | 3:27         |
| 7.                  | «C’est pour toi»                  | Марне Франсуа Оренн                   | Марне Паскаль             | 4:01         |
| 8.                  | «Ne partez pas sans moi»          | Нелла Мартинетти Атилла Шерефтуг      | Шерефтуг Урс Петер Келлер | 3:07         |
| 9.                  | «Mon ami m’a quittée»             | Марне Луажеро Жофруа                  | Марне Паскаль             | 2:59         |
| 10.                 | «Avec toi»                        | Марне Луажеро Жофруа                  | Марне Паскаль             | 3:27         |
| 11.                 | «Mon rêve de toujours»            | Марне Жан-Пьер Гуссо                  | Марне Паскаль             | 4:18         |
| 12.                 | «Du soleil au cœur»               | Марне Жан-Клон Массулье Попп          | Марне Паскаль             | 2:42         |
| 13.                 | «À quatre pas d’ici»              | Марне Питер Синфилд Энди Хилл         | Марне Паскаль             | 3:54         |
| 14.                 | «Un amour pour moi»               | Марне Луажеро Жофруа                  | Марне Паскаль             | 3:18         |
| 15.                 | «Billy»                           | Марне Патрик Лемэтр                   | Марне                     | 3:05         |
| 16.                 | «Comment t’aimer»                 | Марне Романо Мусумарра                | Мусумарра                 | 4:00         |
| 17.                 | «Je ne veux pas»                  | Марне Мусумарра                       | Мусумарра                 | 4:06         |
| 18.                 | «C’est pour vivre»                | Марне Попп                            | Марне Паскаль             | 4:10         |
| Общая длительность: | Общая длительность:               | Общая длительность:                   | Общая длительность:       | 63:55        |

## Чарты
| Чарт (1995)                 | Позиция |
| --------------------------- | ------- |
| Бельгия/Валлония (Ultratop) | 12      |

| Чарт (1995)                                      | Позиция |
| ------------------------------------------------ | ------- |
| Бельгия/Валлония (Ultratop)                      | 66      |
| Бельгия/Валлония (Франкофонные альбомы Ultratop) | 24      |

## Сертификации и продажи
| Регион                                                       | Сертификация | Продажи  |
| ------------------------------------------------------------ | ------------ | -------- |
| Франция (SNEP)                                               | Золотой      | 100 000* |
| * Данные о продажах приведены только на основе сертификации. |              |          |

## История релиза
| Регион  | Дата           | Лейбл      | Формат | Каталог      |
| ------- | -------------- | ---------- | ------ | ------------ |
| Франция | 10 января 1994 | Versailles | CD     | VER 474653 2 |